# Liběšov
Liběšov je zaniklá tvrz nebo malý hrad u Bezvěrova v okrese Plzeň-sever. Nachází se asi půl kilometru východně od vesnice nad levým břehem Krašovského potoka. O tvrzišti se nedochovaly žádné písemné prameny a nebyly na něm získány žádné archeologické nálezy, které by umožnily jeho datování. Pozůstatky sídla jsou od roku 1964 chráněny jako kulturní památka. V literatuře bývá lokalita označována jako tvrz, ale Tomáš Durdík ji zařadil mezi hrady.

## Historie
Z doby existence sídla se nedochovaly žádné písemné prameny. Zmínky o něm se objevily až v letech 1543–1564, kdy bylo uváděno jako pustý zámek. Podle Antona Gnirse byl hrádek nejstarším panským sídlem v Bezvěrově. Václav Kočka v roce 1932 navrhl hypotézu, že šlo o sídlo majitele krašovského újezdu, ke kterému patřilo deset vesnic. Újezd ve dvanáctém století připadl kladrubskému klášteru, a zbytečné panské sídlo zaniklo. Z tvrziště nebyly získány žádné předměty, které by umožnily jeho datování. Pouze na blízkém poli byl nalezen keramický střep z třináctého století a v údolích Krašovského potoka se nacházela rýžoviště.

## Stavební podoba
Z Liběšova se dochovalo okrouhlé tvrziště s průměrem 24 metrů obehnané příkopem a valem. Příkop je až pět metrů hluboký a jeho šířka se pohybuje od deseti do dvanácti metrů. Val dosahuje výšky až 1,5 metru. Podle plánu z roku 1992 se v jihovýchodní části tvrziště nachází stopy velkého zahloubeného objektu.